# Eskil Hemberg
Bengt Sven Eskil Hemberg, född 19 januari 1938 i Bromma församling i Stockholm, död 26 juni 2004 i Östra Ämterviks församling, Värmlands län, var en svensk tonsättare, dirigent och operachef. Han var son till Bengt Hemberg.

## Biografi
Hemberg studerade vid Kungliga Musikhögskolan i Stockholm och avlade musiklärarexamen samt högre organist- och kantorsexamen.
Hemberg var körproducent vid Sveriges Radio 1963–1970, planeringschef och utlandschef vid Svenska rikskonserter 1970–1983. Han var chef för Stora Teatern i Göteborg 1984–1987 varefter han blev VD och konstnärlig chef för Kungliga Teatern (numera Kungliga Operan) i Stockholm 1987–1996.
Eskil Hemberg var dirigent för Akademiska Kören i Stockholm 1959–1984, ordförande i Föreningen svenska tonsättare 1971-1983, och under samma tid styrelseledamot och förste vice ordförande i Stim. 1972–1983 och 1987–1996 var han styrelseledamot i Kungliga Operan i Stockholm. Hemberg blev ledamot av Kungliga Musikaliska Akademien 1974. 1999 utsågs Hemberg till ordförande i International Federation for Choral Music (IFCM) och 2000 tillträdde han ”The Bud Pearsson Distinguished Professor in Swedish Studies” vid Bethany College, Lindsborg, Kansas, USA.

## Priser och utmärkelser
- 1974 – Ledamot nr 789 av Kungliga Musikaliska Akademien
- 1974 – Musikföreningens i Stockholm stipendium
- 1978 – Norrbymedaljen
- 1997 – Atterbergpriset
- 1997 – Kulturfonden för Sverige-Finlands kulturpris